# Kurt Knispel

Kurt Knispel

Kurt Knispel (* 20. September 1921 in Salisfeld, einem Ortsteil von Zuckmantel (Tschechoslowakei); † 28. April 1945 in Urbau (Tschechoslowakei)) war während des Zweiten Weltkrieges Unteroffizier, zuletzt Feldwebel, und der erfolgreichste deutsche Richtschütze und Panzerkommandant im Zweiten Weltkrieg. Er starb nur wenige Tage vor Kriegsende.

## Leben
Knispel wurde 1921 in eine deutsch-mährische Familie im Bezirk Freiwaldau (Tschechoslowakei) geboren. Nach seiner Schulausbildung machte er eine Lehre in einer Automobilfabrik, in der schon sein Vater arbeitete.

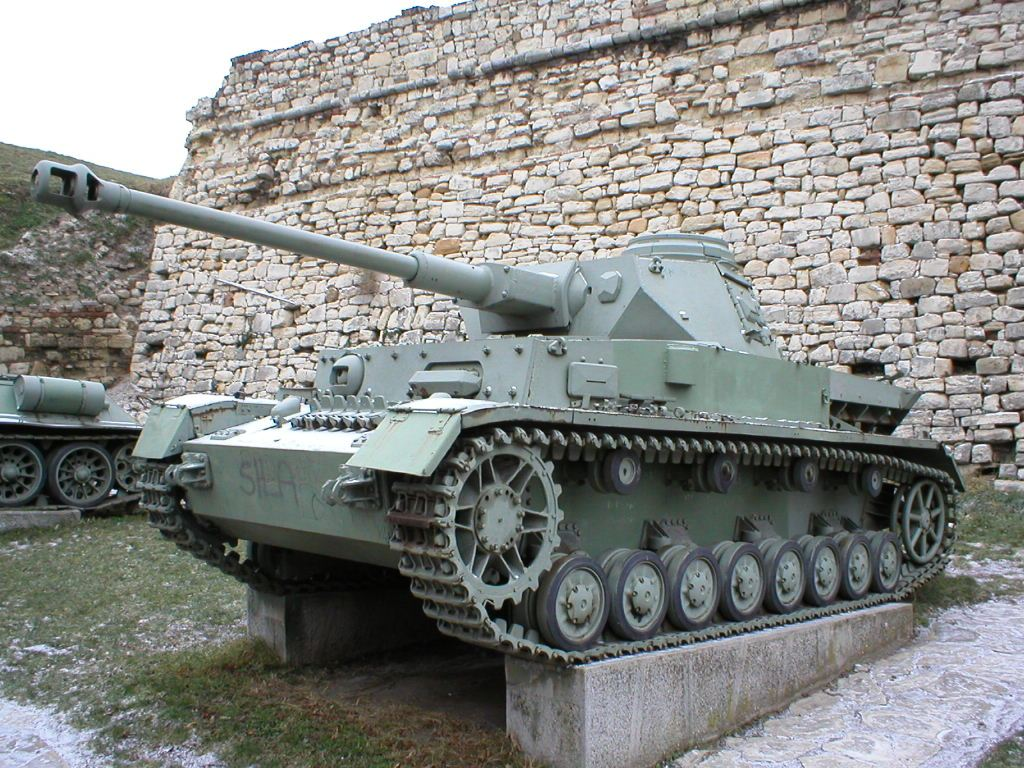
Panzerkampfwagen IV (Beispiel)

Am 15. Mai 1940 wurde er zur 4. Kompanie der Panzerersatz- und Ausbildungsabteilung 15 in Sagan einberufen. Er wurde am Panzerkampfwagen I ausgebildet, ohne besonders aufzufallen. Im Anschluss an die Grundausbildung bildete man ihn zum Richtschützen für Panzer aus. Im November 1940 erfolgte die Versetzung in die 3. Kompanie des Panzerregiments 29, das der 12. Panzer-Division unterstellt war. Dort wurde er zum Lade- und Richtschützen eines Panzer IV ausgebildet. Den Ausbildern fiel auf, dass Knispel Entfernungen sehr genau abschätzen konnte.
Als Angehöriger einer Panzer-IV-Besatzung nahm Knispel mit der 12. Panzer-Division ab dem 22. Juni 1941 am Russlandfeldzug teil. Zunächst war die Division während der Kesselschlacht bei Białystok und Minsk und der Kesselschlacht bei Smolensk der Heeresgruppe Mitte zugeteilt, ab September dann der Heeresgruppe Nord, um den Angriff auf Leningrad zu unterstützen. Während der sowjetischen Gegenoffensive im Winter 1941/42 erlitt die Division schwere Verluste und wurde zur Auffrischung nach Estland abgezogen. Im Verlauf der Abwehrkämpfe gelang es Knispel, Panzer, Lastwagen und Geschütze in größerer Stückzahl auszuschalten.
Im Mai 1942 wurde Knispels Einheit zurück nach Deutschland verlegt und dort mit dem neuen Panzer IV F2 ausgerüstet. Die Einheit wurde der III. Abteilung des Panzer-Regiments 4 der 13. Panzer-Division unterstellt. Mit dieser nahm Knispel ab August an der deutschen Sommeroffensive Fall Blau teil. Für seine Erfolge (u. a. Zerstörung von 12 feindlichen Panzern) wurde er zum Unteroffizier befördert und mit dem Eisernen Kreuz II. Klasse ausgezeichnet. Wegen einer Erkrankung war er ab dem 19. November 1942 in einem Feldlazarett bei Naltschik in Behandlung.
Nach dem Lazarettaufenthalt absolvierte er einen Lehrgang für den neuen Panzerkampfwagen VI Tiger. Ab April 1943 unterstand er der 1. Kompanie der Schweren Panzer-Abteilung 503. Für die Zerstörung von 27 feindlichen Panzern im Rahmen des Unternehmens Zitadelle erhielt er das Eiserne Kreuz I. Klasse.
Am 25. April 1944 meldete der Wehrmachtbericht: „Der Unteroffizier Knispel in einer schweren Panzerabteilung im Osten schoß in der Zeit von Juli 1942 bis März 1944 101 Panzer ab.“

Am 20. Mai 1944 wurde ihm das Deutsche Kreuz in Gold verliehen.

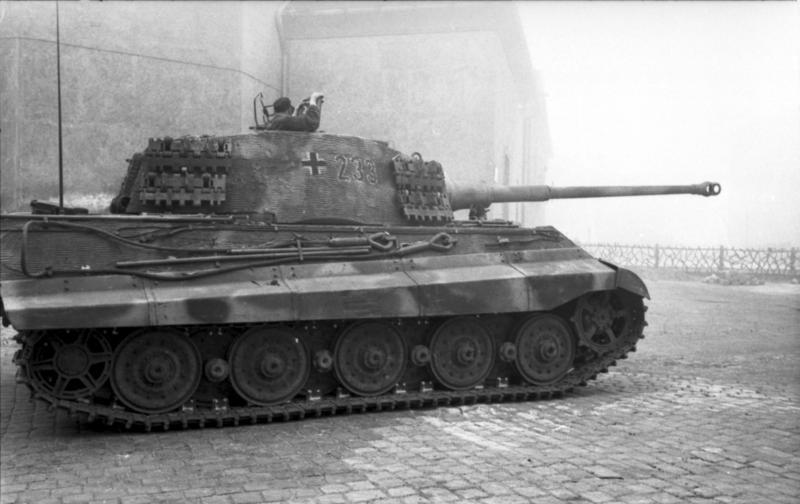
Panzerkampfwagen VI "Königstiger" (Beispiel)

Ab Juni 1944 kommandierte Knispel einen Panzerkampfwagen VI Tiger II, mit dem er im Sommer des Jahres an der Westfront gegen die in der Normandie gelandeten Alliierten eingesetzt wurde. Nach einer Auffrischung in Deutschland wurde die Schwere Panzer-Abteilung 503 Anfang Oktober 1944 nach Ungarn verlegt, wo sie gegen die Debrecener Operation eingesetzt wurde.

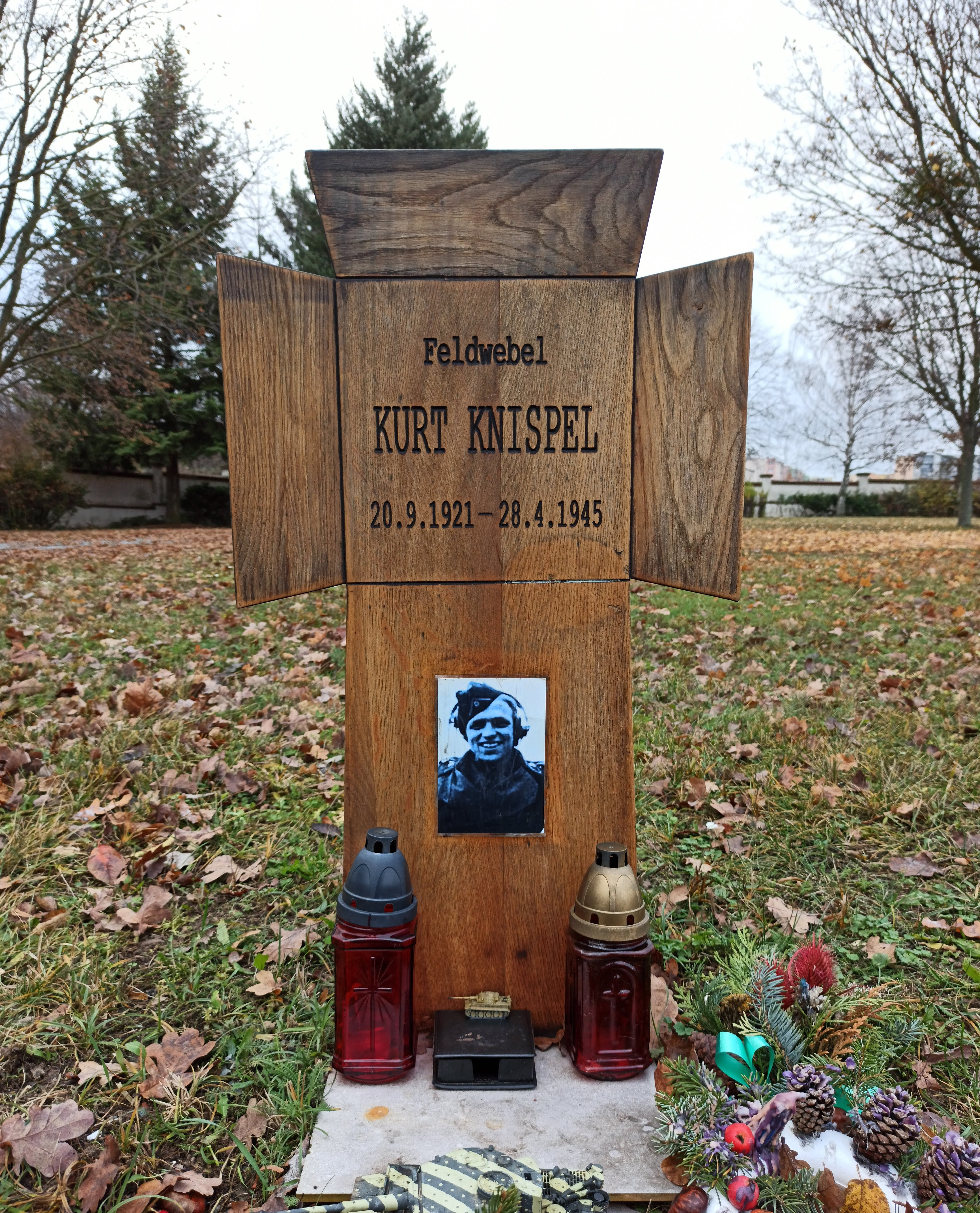
Kurt Knispels Grabstelle auf dem Zentralfriedhof Brünn, 2019

Einen Tag nach der Beförderung zum Feldwebel erlitt Knispel am 28. April 1945 durch einen Granatsplitter eine schwere Kopfverletzung, als sein Tiger II beim Kampf mit mehreren T-34 getroffen wurde und die mitgeführte Munition explodierte. Knispel stand zum Zeitpunkt der Verwundung im Turmluk. Die anderen Soldaten der Besatzung konnten ihn noch retten und zu einem Feldlazarett schleppen. Er starb zwei Stunden später im Lazarett.
Knispel wurden insgesamt 168 Abschüsse feindlicher Panzer zugerechnet, davon 126 als Richtschütze und 42 als Panzerkommandant. Dies gilt als die höchste Anzahl von Abschüssen durch einen Soldaten während des Zweiten Weltkrieges. Weitere etwa 30 Abschüsse sind unbestätigt. Eine ähnlich hohe Abschusszahl erreichten nur die deutschen „Panzerasse“ Michael Wittmann und Otto Carius.
Im Jahre 2012 identifizierte eine Gruppe von tschechischen Enthusiasten den Ort von Knispels Beisetzung im Dorf Vrbovec. Am 9. April 2013 entdeckten Archäologen des Mährischen Landesmuseums die Überreste von Knispel und anderen 21 deutschen Soldaten in einer Feldbegräbnisstätte. Am 12. November 2014 wurden von der Deutschen Kriegsgräberfürsorge seine sterblichen Überreste im deutschen Soldatenfriedhof des Zentralfriedhofs Brünn beigesetzt.

## Falsche Behauptungen über Knispel in Medien
Über Knispel sind viele falsche Behauptungen in den Medien zu finden. Diese gehen maßgeblich auf den Autor Franz Kurowski zurück. Kurowski behauptete u. a., Knispel sei viermal vergeblich für die Auszeichnung mit dem Ritterkreuz vorgeschlagen worden. Der Historiker Roman Töppel befragte Alfred Rubbel, Knispels Vorgesetzten und auch Ordonnanzoffizier der schweren Panzerabteilung 503. Rubbel widersprach mehreren von Kurowskis Behauptungen. Rubbel betonte auch, dass Knispels Abschusszahl nicht verifizierbar sei, weil es in seiner Abteilung "nicht üblich" war, Panzerabschüsse zu zählen oder Soldaten zuzuschreiben.
Rubbel, welcher als Zeuge für viele aufgestellte Behauptungen in Kurowskis Buch angeführt wird, gibt im Gesamturteil an: „Wie Kurowski dazu kommt, mich permanent zum ,Kronzeugen‘ zu machen, liegt möglicherweise daran, dass er es mit der Realität wenig genau nimmt.“ So war, laut Rubbel, Knispel zunächst als Funker eingesetzt, wodurch geschilderte erste Abschüsse im Jahr 1941 unplausibel erscheinen.
Der Wahrheitsgehalt vieler populärer Erzählungen über Knispel ist daher fragwürdig.

## Auszeichnungen
- Eisernes Kreuz (1939) II. und I. Klasse
- Panzerkampfabzeichen
- Deutsches Kreuz in Gold am 20. Mai 1944
- Nennung im Wehrmachtbericht am 25. April 1944